# Fucellia
Fucellie
Genre
Synonymes
- Halithea Haliday, 1838[2]

Fucellia, les Fucellies, est un genre d'insectes diptères brachycères de la famille des Anthomyiidae. Il s'agit de mouches des littoraux holarctiques dont la larve est plus ou moins spécialisée dans les laisses de mer.

## Taxonomie

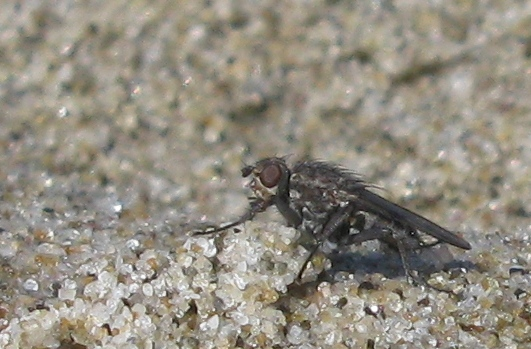
Fucellia maritima

Le genre Fucellia est établi en 1841 par l'entomologiste parisien Robineau-Desvoidy, avec pour seule espèce Fucellia arenaria. Les spécimens types sont perdus mais d'après le récit des habitudes de l'adulte sur la côte française et les conclusions des auteurs précédents, elle est synonymisée avec Halithea maritima de l'Irlandais Haliday, décrite en 1838. Le nom générique Halithea étant déjà utilisé, le diptériste américain Coquillett (en) valide le genre Fucellia en 1910,.

## Description

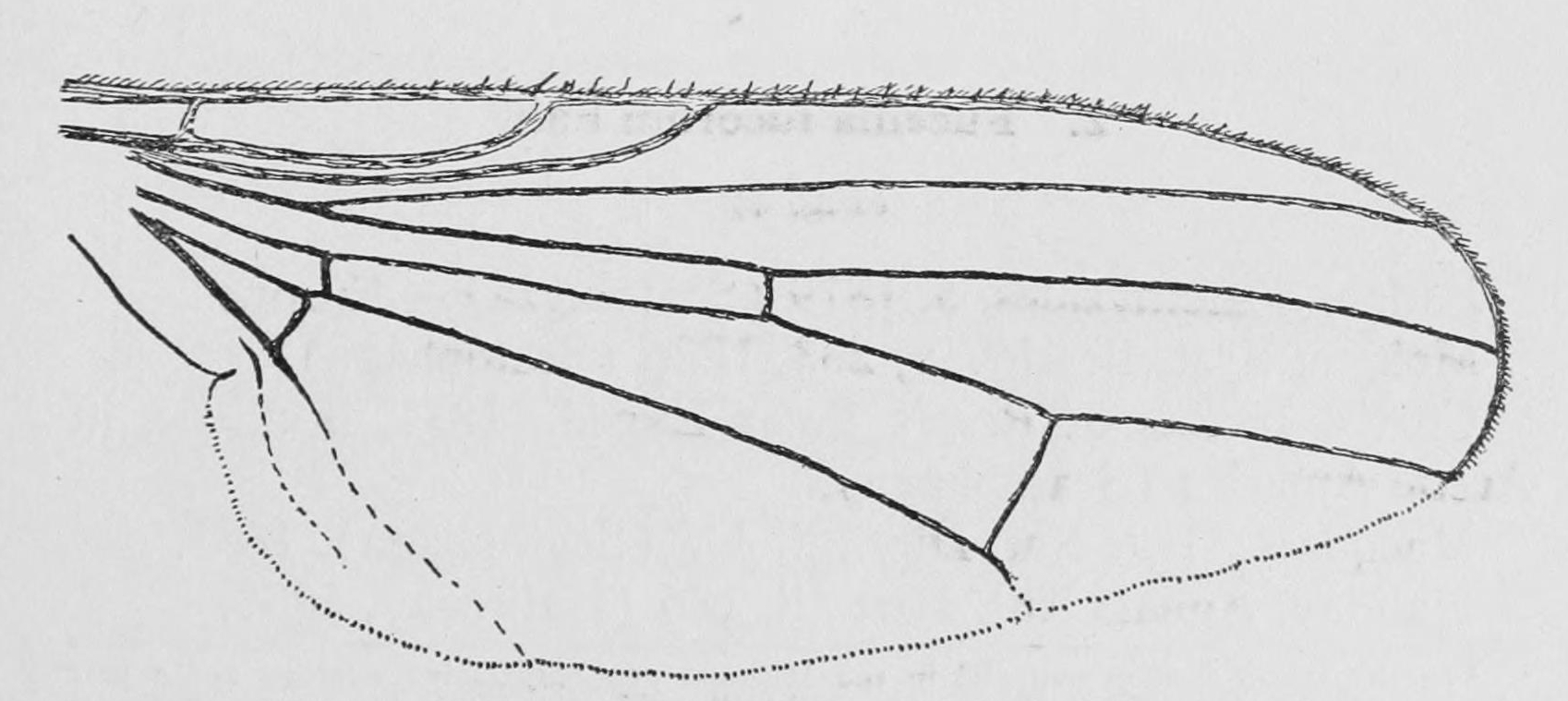
Aile de Fucellia maritima

Comme ses congénères de la famille des Anthomyiidae, le genre Botanophila est représenté par des petites mouches robustes de couleur terne, jamais métalliques. Cette famille se distingue essentiellement par la nervure alaire A1 prolongée jusqu'à la marge. Dans ce genre, le mâle et la femelle ont tous les deux les yeux écartés.
Ce sont de petites mouches longues de 4 à 6 mm. La structure de la tête, la nervation, et la chétotaxie sont des critères morphologiques stables chez ce genre. Parmi ceux-ci, ils présentent antennes courtes, avec arista nue ; un œil petit, renflé, nu et presque rond ; des palpes ordinaires et un proboscis court ; l'arrière de la tête bombé, avec des poils épars. Le tibia postérieur présente une rangée de 3 ou 4 soies dressées sur le côté extenseur. Les tibias sont généralement brunâtres. Le mâle montre sur ses fémurs arrières un tubercule basal. Les veines alaire sont conformes à celle des Anthomyiidae. Les ailes ne présentent pas de taches. Les balanciers sont d’un jaune clair et les cuillerons  blancs et particulièrement petits,.

## Répartition, écologie et biologie

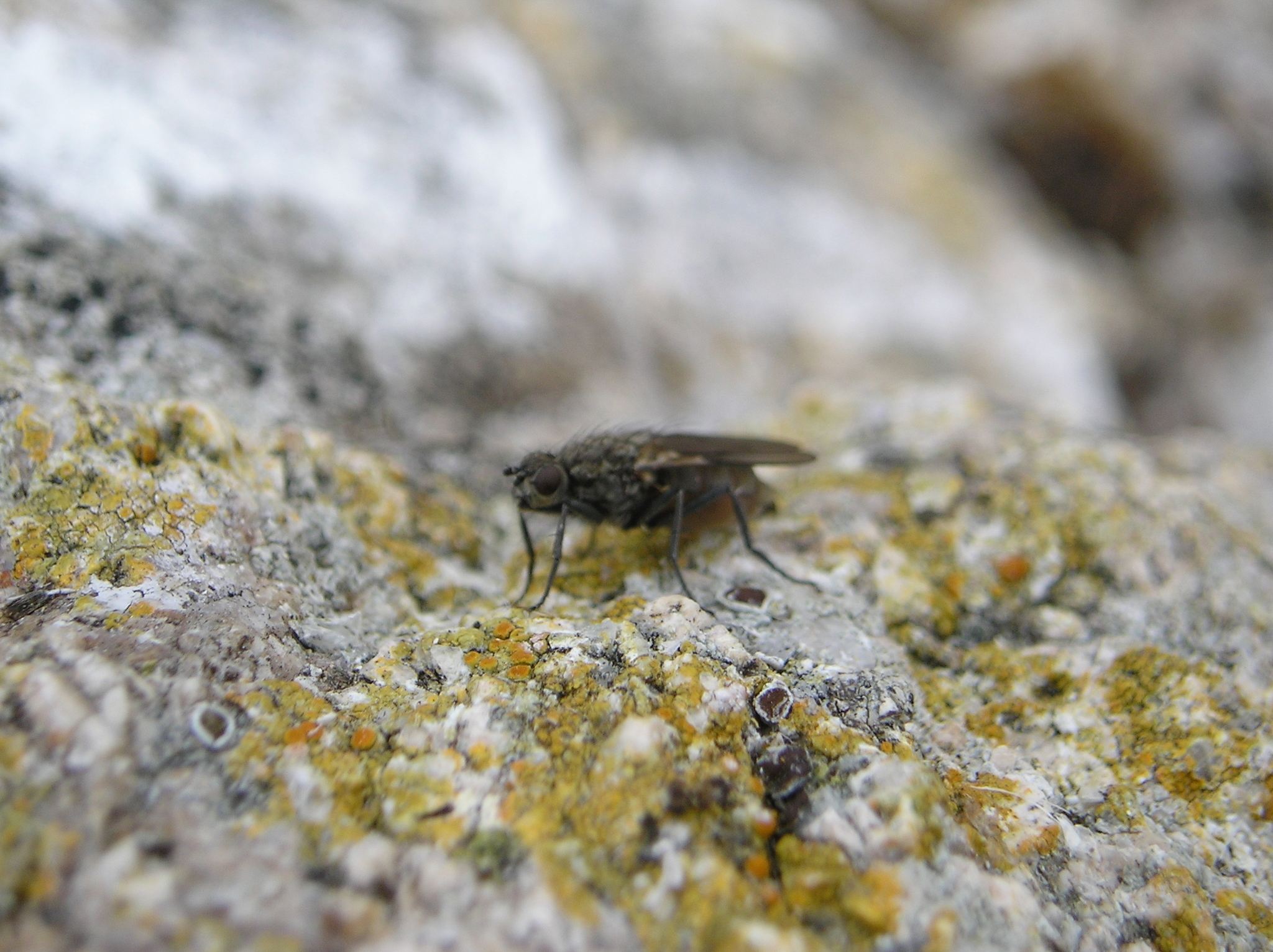
Fucellia thinobia

Les espèces de Fucellia vivent au stade larvaire dans les Laminaires brunes (varech, Fucus, etc.), rejetées par les vagues le long des plages de l'océan ; les adultes peuvent être trouvés tout l'été sur ces masses, souvent en nombre très important. Les larves de F. maritima ne se retrouvent sur les bancs de fucus dans la strate peu profonde et sèche. Elles peuvent également être prédatrices et nécrophages se nourrissant de matière animale en décomposition sur la plage, comme des poissons morts. Les imagos sont connus pour rechercher la sueur des estivants. Seuls F. tergina et F. fucorum sont signalées à une certaine distance à l'intérieur des terres, leurs mœurs larvaires étant inconnues,.
Les espèces du genre Fucellia sont naturellement limitées aux zones où poussent les laminaires, c'est-à-dire aux littoraux tempérés et subarctiques de l'hémisphère nord. En Europe occidentale, deux espèces sont particulièrement bien représentées : F. maritima et F. tergina. F. tergina se distingue de sa consœur par des fémurs arrières au tubercule basal arrondi alors qu'il est épineux chez F. maritima.

## Confusion possibles
Sur le littoral d'Europe occidentale, elles sont souvent accompagnées par d'autres mouches également fucicoles comme les Coelopidae Coelopa frigida et Coelopa pilipes, Helcomyza ustulata, une mouche gris argenté facilement reconnaissable à son vol vif caractéristique ainsi que Thoracochaeta zosterae.

## Ensemble des espèces
Liste des espèces selon GBIF (7 mai 2022) :
- Fucellia aestuum Aldrich, 1918
- Fucellia albeola Huckett, 1927
- Fucellia antennata Stein, 1910
- Fucellia apicalis Kertész, 1908
- Fucellia ariciiformis (Holmgren, 1872)
- Fucellia assimilis Malloch, 1918
- Fucellia biseriata Huckett, 1966
- Fucellia boninensis Snyder, 1965
- Fucellia calcoerata Macquart
- Fucellia capensis (Schiner, 1868)
- Fucellia chinensis Kertész, 1908
- Fucellia costalis Stein, 1910
- Fucellia fucorum (Fallén, 1819)
- Fucellia griseola (Fallén, 1819)
- Fucellia hypopygialis Ringdahl, 1930
- Fucellia kamtchatica Ringdahl, 1930
- Fucellia maritima Haliday
- Fucellia pictipennis Becker, 1907
- Fucellia pluralis Huckett, 1965
- Fucellia rejecta Aldrich, 1918
- Fucellia rufitibia Stein, 1910
- Fucellia separata Stein, 1910
- Fucellia signata (Zetterstedt, 1837)
- Fucellia syuitimorii (Séguy, 1936)
- Fucellia tergina (Zetterstedt, 1845)
- Fucellia thinobia (Thomson, 1869)
- Fucellia vibei Collin, 1951